# Paracrocampsa amida
Paracrocampsa amida är en insektsart som först beskrevs av William Lucas Distant 1908.  Paracrocampsa amida ingår i släktet Paracrocampsa och familjen dvärgstritar. Inga underarter finns listade i Catalogue of Life.